# Ritual (album White Lies)
Ritual – drugi album studyjny brytyjskiego zespołu rockowego White Lies, wydany 17 stycznia 2011 za pośrednictwem Fiction Records. Album został wyprodukowany przez  Alana Mouldera oraz Maxa Dingela, w Assault & Battery Studios w Londynie. Singlem promującym album jest „Bigger Than Us”, który zostanie wydany 22 listopada 2010 w USA i 3 stycznia 2011 w Wielkiej Brytanii.

## Lista utworów
Źródło.
Wszystkie piosenki są autorstwa White Lies.
1. „Is Love” – 4:52
2. „Strangers” – 5:24
3. „Bigger Than Us” – 4:43
4. „Peace & Quiet” – 5:54
5. „Streetlights” – 5:00
6. „Holy Ghost” – 4:22
7. „Turn the Bells” – 5:04
8. „The Power & the Glory” – 5:13
9. „Bad Love” – 3:58
10. „Come Down” -	5:10

## Twórcy
- Harry McVeigh – wokal prowadzący, gitara rytmiczna, keyboard
- Charles Cave – gitara basowa, wokal wspierający
- Jack Lawrence-Brown – perkusja
- Max Dingel – produkcja
- Alan Moulder – produkcja, miksowanie